# Dagbani

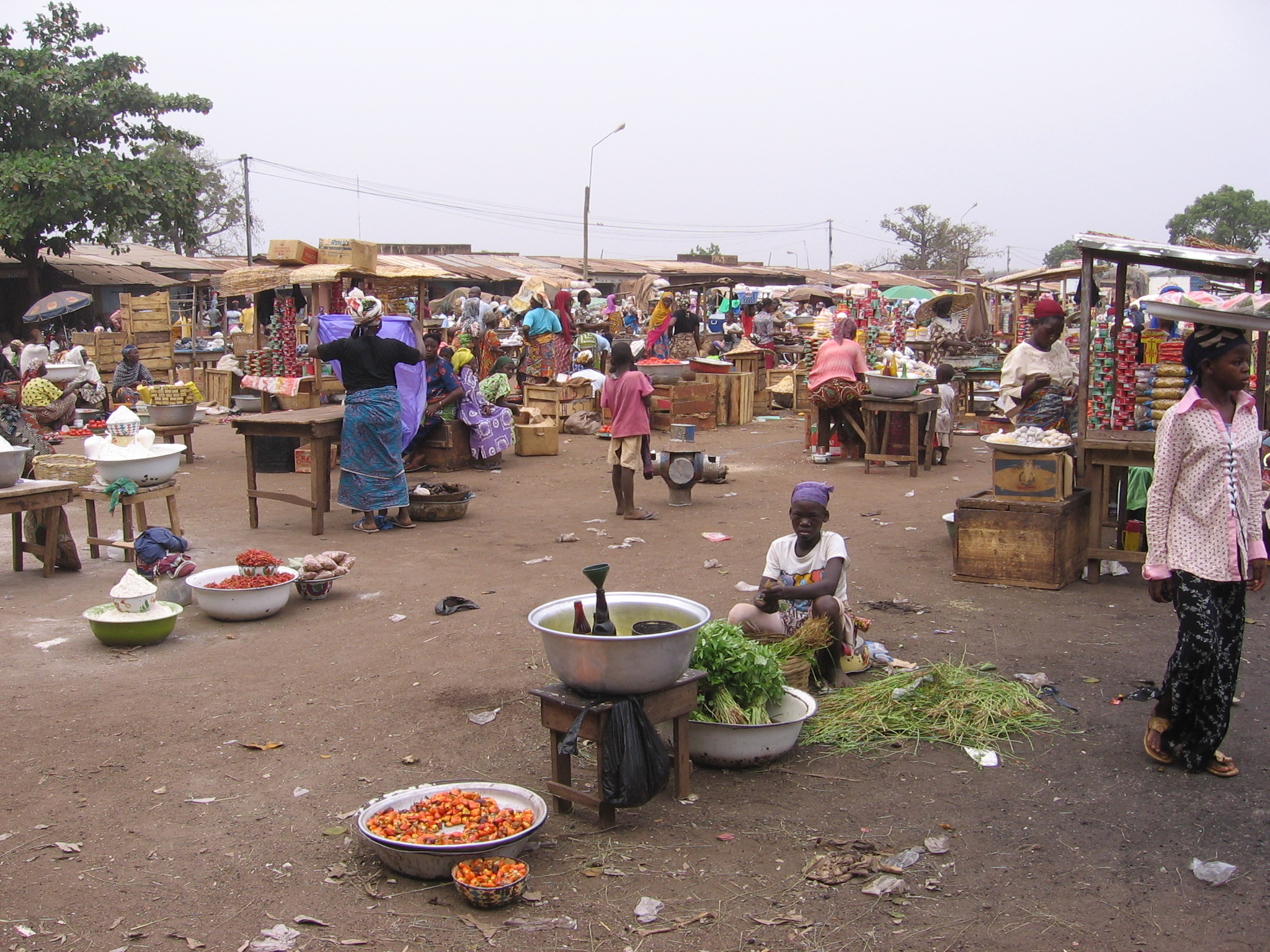
Markt in Tamale

Dagbani (ook wel Dagbanli genoemd) is een taal die wordt gesproken in de regio Northern van Ghana, rond de stad Tamale.

## Classificatie
Dagbani behoort tot de Niger-Congotalen. Om precies te zijn is het een Westelijke taal van de Oti-Volta talen, die allemaal behoren tot de Gurtalen. Tot dezelfde Oti-Volta talen behoren ook de Gurma uit Ghana en de Oostelijke Oti Volta en Yom/Nawdm talen uit Togo en Benin.
Net als Dagbani, behoren ook Frafra en Moore tot de Westelijke Oti-Volta talen.

## Sprekers
Dagbani wordt gesproken door mensen van Dagombestam. Daarnaast bestaan er in het noorden van Ghana stammen met een taal die maar door weinig mensen wordt gesproken. Zulke mensen kennen vaak ook de Dagbani taal omdat ze alleen op die manier ook met mensen buiten hun stam kunnen communiceren. Voorbeelden van die talen zijn Hanga, Tampulma en een aantal Gonja die in Tamale komen voor de markt of andere zaken. Hierdoor fungeert Dagbani als een lokale lingua franca.

## Voorbeeldzinnen
Een aantal voorbeeldzinnen uit het Dagbani:
| Dagbani                        | Nederlands                             |
| ------------------------------ | -------------------------------------- |
| Aamaaraabaa                    | Welkom                                 |
| Ingommienaa                    | Dank u wel (alleen na Aamaaraabaa)     |
| Daasiebaa                      | Goede morgen (bij mooi weer)           |
| Temasim                        | Volgend op Goede morgen (het was koud) |
| Antieree                       | Goede middag                           |
| Aanoewoelaa                    | Goede Avond                            |
| Naaaaaa                        | antwoord op vier bovenstaande groeten  |
| Aabjoe woelaa                  | Hoe gaat het met je?                   |
| Mal Aalaafji, agbaa bjoewoelaa | Het gaat goed, hoe is het met jou?     |
| Enka Aalaafji                  | Het gaat niet goed.                    |
| Aajoulie                       | Hoe heet je?                           |
| Iejoelie ...                   | Ik heet ...                            |
| Jaakaa djienaa                 | Waar kom je vandaan?                   |
| Indjielaa ...                  | Ik kom uit ...                         |